# Ночелето (Казерта)
Ночелето (итал. Nocelleto) је насеље у Италији у округу Казерта, региону Кампанија.
Према процени из 2011. у насељу је живело 2374 становника. Насеље се налази на надморској висини од 45 м.